# Mirolabrichthys tuka
Mirolabrichthys tuka là một loài cá biển thuộc chi Mirolabrichthys trong họ Cá mú. Loài này được mô tả lần đầu tiên vào năm 1927.

## Từ nguyên
Từ định danh tuka trong tiếng Tagalog mang nghĩa là "mỏ", hàm ý đề cập đến việc chóp môi nhọn và dày thịt ở loài cá này.

## Phân loại học
M. tuka trước đây được xếp vào chi Pseudanthias, nhưng theo kết quả phân tích dữ liệu hình thái và phân tử mới đây vào đầu năm 2022 thì loài này được chuyển lại sang chi ban đầu là Mirolabrichthys.

## Phạm vi phân bố và môi trường sống
Ở Ấn Độ Dương, M. tuka chỉ được biết đến tại Mauritius và bãi cạn Rowley; còn ở Tây Thái Bình Dương, loài này được phân bố tập trung ở khu vực Tam giác San Hô, xa về phía đông đến Palau, giới hạn phía nam đến rạn san hô Great Barrier, ngược lên phía bắc đến quần đảo Ryukyu (miền nam Nhật Bản).
M. tuka cũng được biết đến ở vùng bờ biển Việt Nam, bao gồm quần đảo Hoàng Sa và quần đảo Trường Sa.
M. tuka thường hợp thành đàn lớn trên các rạn san hô ở thềm lục địa, độ sâu khoảng từ 2 đến 40 m.

## Mô tả
Chiều dài cơ thể lớn nhất được ghi nhận ở M. tuka là 12 cm.
Môi trên của cá đực dày và nhọn. Cá đực và cá cái đều có màu tím hồng với một sọc màu hồng cam từ mõm băng qua mắt hướng xuống gốc vây ngực. Cá cái có thêm một dải sọc vàng dọc lưng lan rộng đến thùy đuôi trên, thùy dưới cũng có dải vàng. Cá đực có nửa dưới đầu màu vàng với vệt màu tía dọc gốc vây lưng. Vây bụng dài ở cả hai giới, đặc biệt là cá đực.
Mirolabrichthys pascalus cũng có màu tím như M. tuka, nhưng vệt tía ở gốc vây lưng của M. tuka được thay bằng vệt đỏ ở gần rìa của M. pascalus, và M. pascalus đực không có màu vàng dưới đầu như M. tuka.
Số gai ở vây lưng: 10; Số tia vây ở vây lưng: 15–17; Số gai ở vây hậu môn: 3; Số tia vây ở vây hậu môn: 7; Số gai ở vây bụng: 1; Số tia vây ở vây bụng: 5; Số tia vây ở vây ngực: 15–17; Số vảy đường bên: 45–49.

## Sinh thái học
Thức ăn của M. tuka là các loài động vật phù du và trứng cá.

## Thương mại
M. tuka được đánh bắt trong ngành thương mại cá cảnh.